# Caenurgia albescens
Caenurgia albescens là một loài bướm đêm trong họ Erebidae.